# 萬多巴爾區
8°19′54″S 77°58′28″W / 8.331677°S 77.9745°W
萬多巴爾區（西班牙語：Distrito de Huandoval），是秘魯的一個區，位於該國北部安卡什大區的帕亞斯卡省，始建於1923年5月9日，面積116平方公里，海拔高度3,035米，2005年人口1,174，人口密度為每平方公里10人。